# 圣安杰洛-阿库波洛
圣安杰洛-阿库波洛（義大利語：Sant'Angelo a Cupolo），是意大利贝内文托省的一个市镇。总面积10.9平方公里，人口4328人，人口密度397.1人/平方公里（2009年）。ISTAT代码为062071。